# Templo de Santa Clara
El Templo de Santa Clara es un edificio de culto religioso católico ubicado en la ciudad de Cochabamba en Bolivia. Por su valor arquitectónico e histórico es uno de los atractivos turísticos y culturales de la ciudad.

## Contexto
Pertenece a la orden de las Hermanas Pobres de Santa Clara, conocidas como Hermanas Clarisas, orden religiosa fue fundada por San Francisco de Asís y Santa Clara de Asís en el año 1212. 

### Urbanismo del s XIX
Los planos existentes de Cochabamba del siglo XIX, muestran la estructura del trazado urbano hipodámico característico de las ciudades de la época en la región, en estos planos puede observarse un gran manzano definido por las calles  España, Colombia, San Martín y avenida Heroínas, donde se emplazaba el antiguo monasterio y templo de Santa Clara. 
El 21 de enero de 1886, como parte de las obras de remodelación y ampliación de la avenida 25 de mayo se aprobó una ordenanza de demolición, perdiéndose la edificación original, que fue sustituida por nuevas edificaciones en el predio sin afectación

### Reconstrucción
El nuevo edificio fue construido por el ingeniero civil Julio Knaudt, entre 1912 y 1918, este dato se refleja en una plaza informativa del edificio.

## Historia
El 25 de mayo de 1648, se fundó el Monasterio de Santa Clara en la Villa de Oropeza, hoy ciudad de Cochabamba.

## Descripción
Exterior
En corcondancia con las tendencias de la arquitectura de inicios del siglo XX  la edificación del nuevo templo presenta el estilo neogótico.

#### Planta
La planta es de una sola nave, el ingreso es lateral a través de una puerta con arco ojival.

#### Cubierta
La cubierta es a dos aguas.

#### Torre
Presenta una torre lateral y un capitel.
Interior
El interior del templo presenta un altar mayor y tres laterales, todos ellos en estilo neogótico al igual que el púlpito.
La nave es iluminada a través de cuatro ventanales de gran tamaño que presentan arcos ojivales característicos del estilo, tres de ellos en el muro lateral y uno en el muro testero  detrás del altar mayor.
El coro alto y la tribuna tienen presentan un muro de celosía  tras el cual las religiosas particoopan del culto guardándose de la vista de la concurrencia.